# Тенде (Верона)
Тенде је насеље у Италији у округу Верона, региону Венето.
Према процени из 2011. у насељу је живело 208 становника. Насеље се налази на надморској висини од 121 м.